# USS Baltimore (CA-68)
Pour les autres navires du même nom, voir USS Baltimore.
L'USS Baltimore (CA-68) est un croiseur lourd, navire de tête de sa classe entré en service dans l'US Navy durant la Seconde Guerre mondiale.
Sa quille est posée le 26 mai 1941 par la Bethlehem Steel Company au chantier naval Fore River de Quincy, dans le Massachusetts. Il est lancé le 28 juillet 1942 ; parrainé par l'épouse du maire de Baltimore Howard W. Jackson ; et mis en service le 15 avril 1943 sous le commandement du captain Walter C. Calhoun.

## Seconde Guerre mondiale

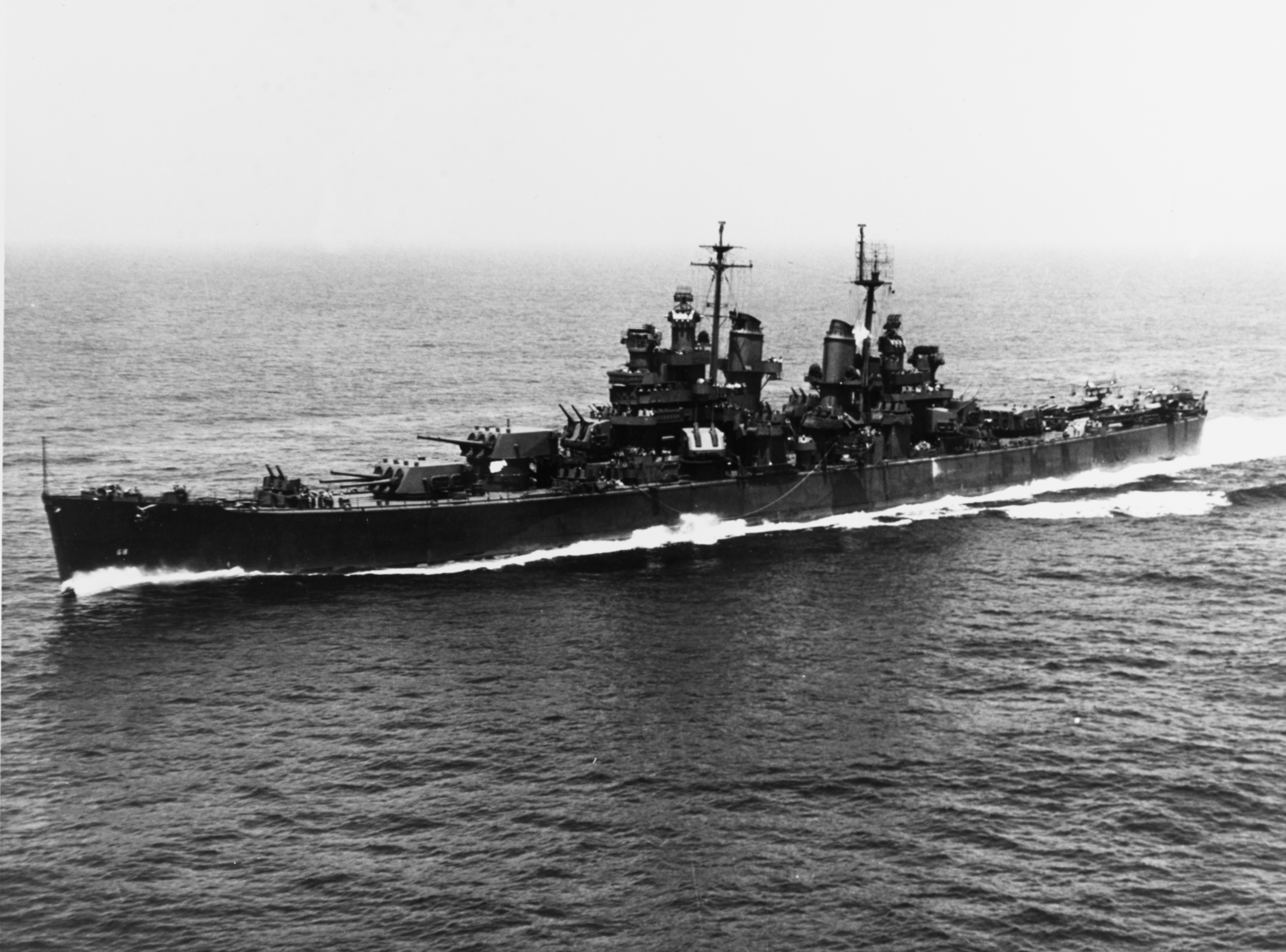
Le Baltimore au large du Massachusetts en juin 1943.

Après son armement, le Baltimore part pour Hampton Roads le 17 juin. Il se rend brièvement à l'académie navale des États-Unis à Annapolis le 20 juin, puis mène des exercices au large des caps de Virginie deux jours plus tard. Il rejoint Norfolk pour un entretien du 24 juin au 1er juillet, date à laquelle il part pour ses essais au large de la Trinité. Opérant depuis Port-d'Espagne, le croiseur s'entraîne au tir avant de regagner Hampton Roads le 24 juillet. Quatre jours plus tard, il rejoint Boston pour réparer quelques défauts de conceptions et corriger une fuite dans la tuyauterie hydraulique de la batterie principale. De retour à Norfolk au début de septembre, le Baltimore et le destroyer USS Sigourney rejoignent la côte ouest. Ils transitent par le canal de Panama le 25 septembre et atteignent San Diego le 4 octobre. Après des entraînements au large de la côte ouest du 9 au 13 octobre, le croiseur appareille de San Diego trois jours plus tard pour Pearl Harbor, qu'il atteint le 29 octobre après une brève escale à San Francisco.
Entre novembre 1943 et juin 1944, le Baltimore sert d'appui-feu des forces de couverture pour le débarquement des îles Makin (20 novembre-4 décembre 1943) ; l'invasion de Kwajalein (29 janvier-8 février 1944), l'opération Hailstone (16-17 février) et la prise d’Eniwetok (17 février-2 mars).
Toujours en tant qu'appui-feu, il participe également aux attaques des Mariannes (21-22 février), aux raids sur Palaos, Yap, Ulithi et Woleai (30 mars-1er avril), le débarquement sur Hollandia (21-24 avril), aux raids sur Truk, Satawan et Ponape (29 avril-1er mai), les attaques aériennes contre les îles Marcus (19-20 mai) et Wake (23 mai), l'invasion de Saipan (11-24 juin), et la bataille de la mer des Philippines (19-20 juin).
De retour aux États-Unis en juillet 1944, il embarque le président Franklin D. Roosevelt et ses ministres à Pearl Harbor. Après avoir rencontré l'amiral Chester Nimitz et le général Douglas MacArthur, le président fut conduit en Alaska où il quitta le Baltimore le 9 août 1944.
Reprenant le combat en novembre 1944, il est affecté à la 3e flotte et participe aux attaques sur Luçon (14-16 décembre 1944 et 6 au 7 janvier 1945), Formosa (3-4, 9, 15 et 21 janvier), la côte chinoise (12 et 16 janvier) et Okinawa (22 janvier).
Le 26 janvier, il rejoint la 5e flotte pour ses dernières opérations de guerre : les attaques sur l'île d'Honshū (16-17 février), la bataille d'Iwo Jima (19 février-5 mars) et les ultimes raids de la flotte à l'appui de la bataille d'Okinawa (18 mars-10 juin).

## Après-guerre
Après la capitulation du Japon, le Baltimore prend part à l'opération Magic Carpet, puis sert en tant que force d’occupation navale au Japon du 29 novembre 1945 au 17 février 1946. Il appareille de l'Extrême-Orient le 17 février 1946, il rentre aux États-Unis et rejoint la réserve de Bremerton le 8 juillet 1946.
Le Baltimore est remis en service le 28 novembre 1951 et affecté à la flotte américaine de l'Atlantique. Il est déployé avec la 6e flotte en Méditerranée au cours des étés 1952, 1953 et 1954. En juin 1953, le croiseur représente la marine américaine dans la revue de la flotte britannique à Spithead, en Angleterre. Le 5 janvier 1955, il est transféré dans la flotte du Pacifique et déployé avec la 7e flotte en Extrême-Orient entre février et août 1955.

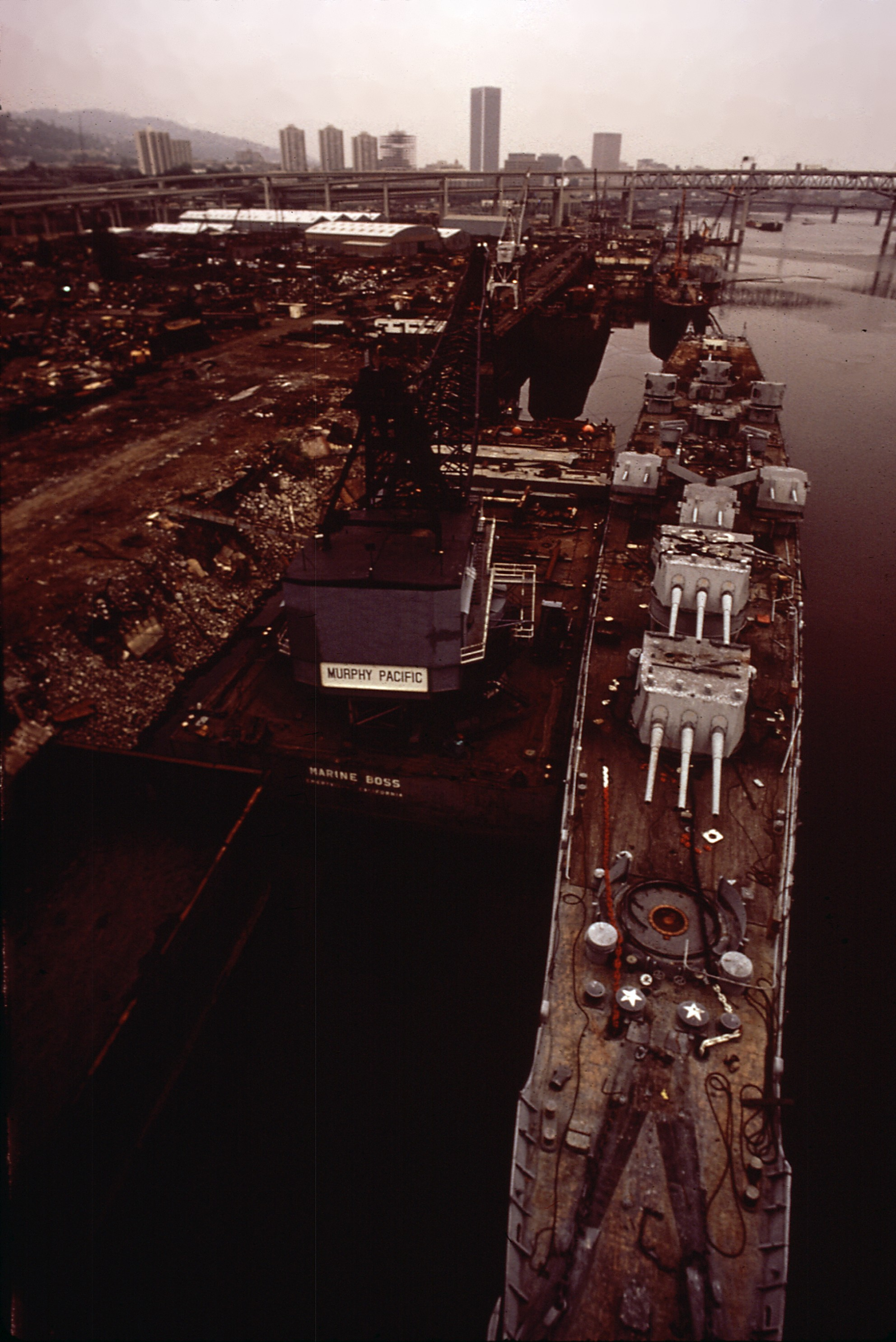
Démolition du Baltimore au chantier (Portland) en septembre 1972.

À son retour d’Extrême-Orient, le Baltimore n'est pas sélectionné en vue d'une refonte en croiseur lance-missiles ; il est donc mis en réserve à Bremerton le 31 mai 1956, après seulement 6,75 années de service actif. Il est radié du Naval Vessel Registrer le 15 février 1971, vendu le 10 avril 1972 à la Zidell Companies de Portland, puis démoli en septembre 1972.

## Décorations
- Asiatic-Pacific Campaign Medal avec neuf Services stars
- World War II Victory Medal
- Navy Occupation Service Medal avec les agrafes « EUROPE » et « ASIA »
- National Defense Service Medal

## Naufrage annoncé par la Corée du Nord
Le Musée de la guerre victorieuse de Pyongyang, en Corée du Nord, présente plusieurs expositions affirmant que le Baltimore a été coulé par des vedettes-torpilleurs appartenant à la marine populaire coréenne le 2 juillet 1950. Les expositions comprennent une affiche et le bateau "réel" qui aurait coulé le croiseur américain. Cependant, le navire se trouvait dans la réserve désaffectée de l'US Navy de 1946 à 1951 avant d'être remis en service et affecté à la flotte de l'Atlantique. En 1955, le Baltimore fut transféré dans l'US Pacific Fleet deux ans après la fin de la guerre de Corée.
La bataille évoquée a réellement impliqué l'USS Juneau, le sloop HMS Black Swan et le croiseur HMS Jamaica de la Royal Navy. Ils détruisirent à eux trois torpilleurs et sept cargos nord-coréens sans perte ni dommage.

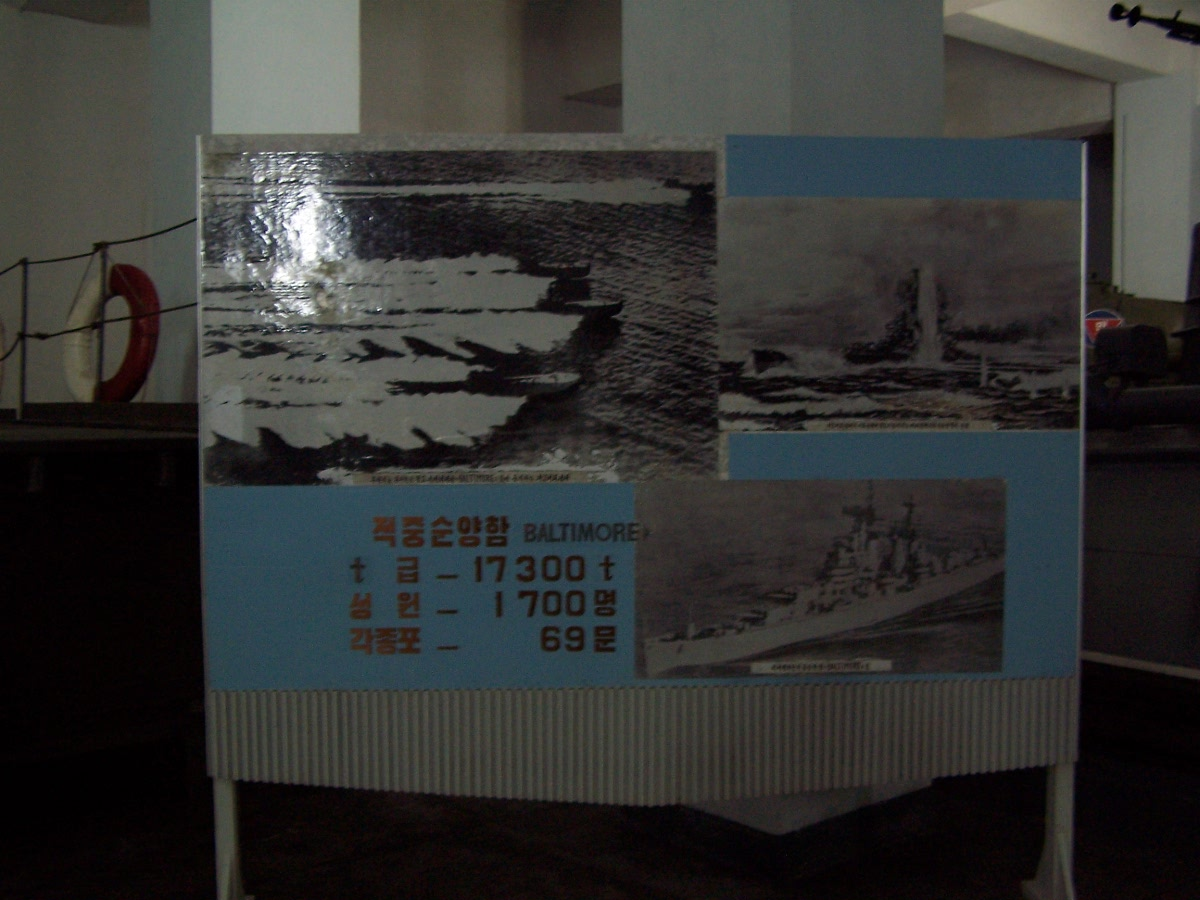
Affiche de propagande nord-coréenne proclamant le naufrage du Baltimore .
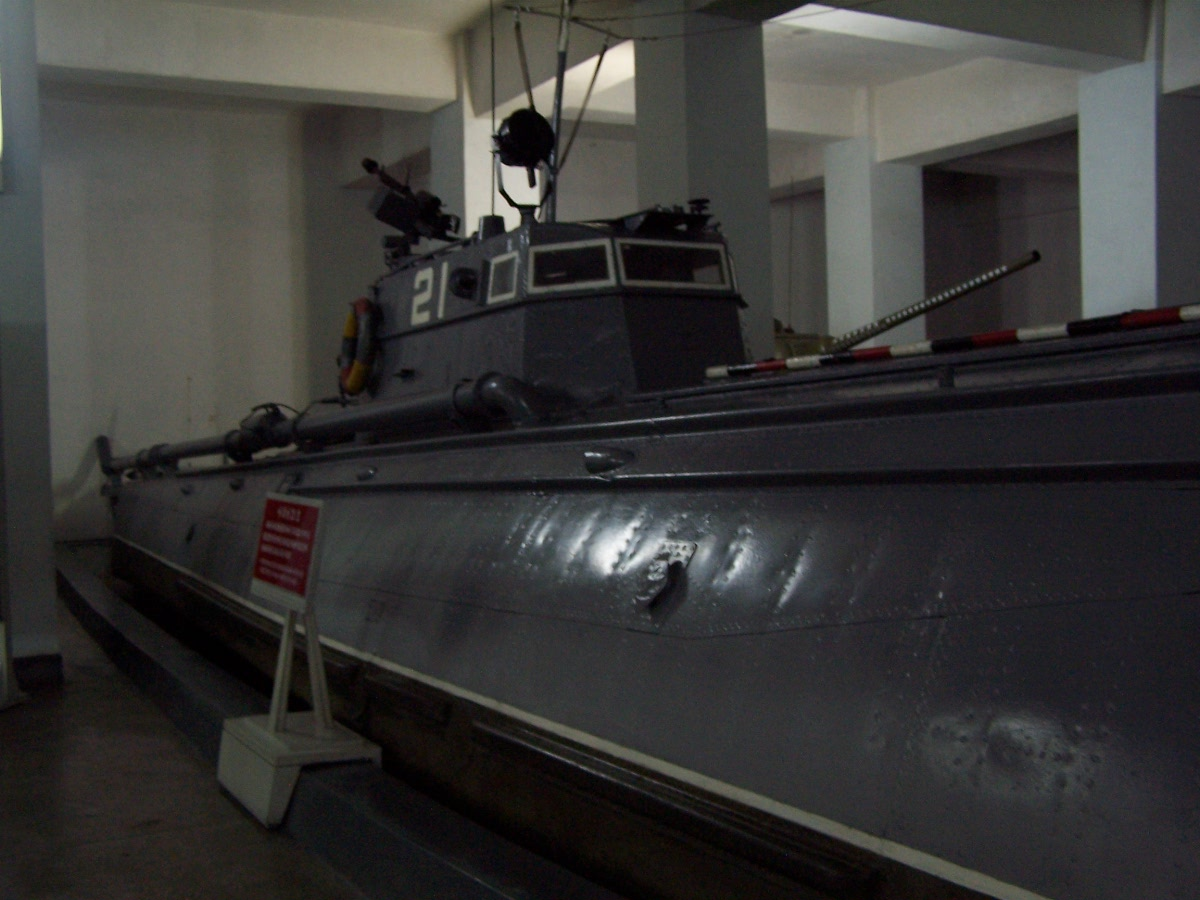
Torpilleur nord-coréen qui aurait coulé le Baltimore .